# São Tomé és Príncipe hívójelkörzetei
São Tomé és Príncipe jelenleg (2024) nincs felosztva hívójelkörzetekre.
A São Tomé és Príncipe számára az ITU a S9 hívójelprefixet határozta meg.
| Prefix | Körzet | Hely/jelleg          | ITU zóna | CQ zóna | QTH lokátor |
| ------ | ------ | -------------------- | -------- | ------- | ----------- |
| S9     | [0..9] | São Tomé és Príncipe | 47       | 36      | JJ30, JJ31  |

## Lajstromjel
Vízi és légi járművek lajstromjelezéséhez az S9 prefixet használják.